# Тищук, Денис Ильич
Денис Ильич Тищук (укр. Денис Ілліч Тищук; род. 16 ноября 1945, Лужаны) — советский и украинский спортсмен и тренер; Заслуженный тренер Украины, Заслуженный работник физической культуры и спорта Украины.

## Биография
Родился 16 ноября 1945 года в поселке Лужаны Кицманского района Черновицкой области Украинской ССР. 
Окончил местную среднюю школу и Львовский институт физической культуры.
Легкой атлетикой начал заниматься в институте с 1965 года под руководством заслуженного тренера Украины Владимира Степанова. Бегал средние дистанции, становился чемпионом всесоюзного общества «Трудовые резервы» на дистанции 800 м (1.52,9).
Наибольших успехов достиг как тренер по лёгкой атлетике. Первой среди воспитанников о себе заявила Мария Данилюк — 3-е место на Спартакиаде Украины на дистанции 3000 м (9 мин. 16 сек.), а её молодежный рекорд Украины на дистанции 10000 м держится до сих пор. Первый международный успех Тищуку принесла победа Зои Гаврилюк на представительном полумарафоне в Сицилии (Италия). Она стала мастером спорта международного класса по марафонскому бегу и трехкратной рекордсменкой Украины на длинных дистанциях, победительницей Московского международного марафона мира 1990 года. Также среди его подопечных можно отметить: зимнего рекордсмена Украины среди юниоров на дистанции 3000 м — Михаила Пужняка (Тищук тренировал его вместе с Григорием Истратием); Степана Борисюка, который впоследствии сам стал заслуженным тренером Украины по легкой атлетике; Николая Лабовского, который в 2006 году выиграл чемпионат Украины и вошел в финал чемпионата Европы на дистанции 1500 м, а в 2012 году выступал на Олимпийских играх в Лондоне на дистанции 10000 м.
Единственный тренер в Украине, который подготовил чемпионов мира в таких разных дисциплинах, как лёгкая атлетика и спортивное ориентирование: Сергей Яненко стал чемпионом мира по бегу на 100 км в 1997 году в Голландии (его рекорд Украины в сверхмарафоне 6:25.25 остаётся непобитым), а Юрий Омельченко стал чемпионом мира на короткой дистанции чемпионата мира 1995 года в Германии.  
Преподавал на кафедре физвоспитания Черновицкого национального университета, стал автором нескольких научных работ.